# Danh sách đĩa nhạc của KSHMR
Niles Hollowell-Dhar (sinh ngày 6 tháng 10 năm 1988), được biết đến với nghệ danh KSHMR (được phát âm là " Kashmir ", đôi khi được cách điệu là KSHМЯ), là một DJ, nhà sản xuất kiêm nhạc sĩ đến từ Berkeley, California, Hoa Kỳ. Anh được xếp hạng thứ 12 trong danh sách DJ Top 100 năm 2016 của DJ Mag.

## Đĩa đơn mở rộng (EP)
| Tiêu đề                   | Chi tiết                                                                               |
| ------------------------- | -------------------------------------------------------------------------------------- |
| The Lion Across the Field | - Phát hành: 13 tháng 5 năm 2016 - Nhãn: Spinnin' Records - Định dạng: Tải kỹ thuật số |

## Đĩa đơn

### Vai trò là nghệ sĩ chính
| Tiêu đề                                                       | Năm  | Vị trí cao nhất | Vị trí cao nhất | Vị trí cao nhất | Vị trí cao nhất | Vị trí cao nhất | Vị trí cao nhất | Album                        |
| Tiêu đề                                                       | Năm  | AUT             | BEL             | FRA             | NLD             | SWE             | SWI             | Album                        |
| ------------------------------------------------------------- | ---- | --------------- | --------------- | --------------- | --------------- | --------------- | --------------- | ---------------------------- |
| "Megalodon"                                                   | 2014 | —               | —               | —               | —               | —               | —               | —                            |
| "No Heroes" (với Firebeatz kết hợp Luciana)                   | 2014 | —               | —               | —               | —               | —               | —               | —                            |
| "Burn" (với DallasK)                                          | 2014 | —               | —               | —               | —               | —               | —               | —                            |
| "Karate" (với R3HAB)                                          | 2014 | —               | 78              | 84              | —               | —               | —               | —                            |
| "Dead Mans Hand"                                              | 2015 | —               | —               | —               | —               | —               | —               | —                            |
| "Secrets" (với Tiësto kết hợp Vassy)                          | 2015 | 55              | 31              | 27              | 21              | 24              | 31              | —                            |
| "Jammu"                                                       | 2015 | —               | —               | —               | —               | —               | —               | —                            |
| "Memories" (với Bassjackers kết hợp Sirah)                    | 2015 | —               | —               | —               | —               | —               | —               | —                            |
| "Heaven" (với Shaun Frank kết hợp Delaney Jane)               | 2015 | —               | 71              | —               | —               | —               | —               | —                            |
| "Strong" (với R3hab)                                          | 2015 | —               | 78              | —               | —               | —               | —               | —                            |
| "Bazaar" (với Marnik)                                         | 2015 | —               | —               | —               | —               | —               | —               | —                            |
| "Touch" (với Felix Snow kết hợp Madi)                         | 2016 | —               | —               | —               | —               | —               | —               | The Lion Across the Field EP |
| "Wildcard" (kết hợp Sidnie Tipton)                            | 2016 | —               | —               | 160             | —               | —               | —               | The Lion Across the Field EP |
| "Dharma" (với Headhunterz)                                    | 2016 | —               | —               | —               | —               | —               | —               | —                            |
| "Invisible Children" (với Tigerlily)                          | 2016 | —               | —               | 178             | —               | —               | —               | —                            |
| "Voices" (với Will Sparks)                                    | 2016 | —               | —               | —               | —               | —               | —               | —                            |
| "Extreme" (với Bassjackers kết hợp Sidnie Tipton)             | 2016 | —               | —               | —               | —               | —               | —               | —                            |
| "The Spook Returns" (với B3nte và Badjack)                    | 2016 | —               | —               | —               | —               | —               | —               | —                            |
| "Mandala" (với MARNIK kết hợp Mitika)                         | 2016 | —               | —               | —               | —               | —               | —               | —                            |
| "Back to Me" (với Crossnaders kết hợp Micky Blue)             | 2017 | —               | —               | —               | —               | —               | —               | —                            |
| "Harder" (với Tiësto kết hợp Talay Riley)                     | 2017 | —               | —               | —               | —               | —               | —               | —                            |
| "—" không có thông tin hoặc không được phát hành tại khu vực. |      |                 |                 |                 |                 |                 |                 |                              |

### Với vai trò nghệ sĩ hợp tác
| Tiêu đề                                                       | Năm  | Vị trí cao nhất | Album      |
| Tiêu đề                                                       | Năm  | US              | Album      |
| ------------------------------------------------------------- | ---- | --------------- | ---------- |
| "Toca" (Carnage kết hợp Timmy Trumpet và KSHMR)               | 2015 | —               | Papi Gordo |
| "—" không có thông tin hoặc không được phát hành tại khu vực. |      |                 |            |

## Những bài hát khác
| Năm  | Tiêu đề                                                    |
| ---- | ---------------------------------------------------------- |
| 2014 | "¡Baila!"                                                  |
| 2014 | "Omnislash"                                                |
| 2014 | "Dogs" (kết hợp Luciana)                                   |
| 2014 | "Leviathan"                                                |
| 2014 | "Kashmir"                                                  |
| 2015 | "Clouds" (với Dillon Francis kết hợp Becky G)              |
| 2015 | "The Spook" (kết hợp BassKillers và B3nte)                 |
| 2015 | "Lazer Love" (với Vaski kết hợp Francisca Hall)            |
| 2015 | "Imaginate" (với Dzeko & Torres kết hợp FRANKIE)           |
| 2015 | "It Follows" (KSHMR Halloween Special) (với Disasterpeace) |
| 2015 | "Deeper" (với ZAXX)                                        |
| 2016 | "Voices" (với Will Sparks)                                 |
| 2016 | "Creep" (Radiohead cover)                                  |
| 2017 | "Strange Lands"                                            |

## Các bản Remix
| Tiêu đề                                                   | Năm  | Nghệ sĩ chính                               |
| --------------------------------------------------------- | ---- | ------------------------------------------- |
| "Virus (How About Now)" (KSHMR Remix)                     | 2015 | Martin Garrix và MOTi                       |
| "Virus (How About Now)" (KSHMR Remix) (VIP House Version) | 2015 | Martin Garrix và MOTi                       |
| "Runaway" (KSHMR Remix)                                   | 2015 | Galantis                                    |
| "It Feels" (KSHMR Remix)                                  | 2015 | NERVO                                       |
| "Jammu" (Paradesi Version)                                | 2015 | KSHMR                                       |
| "Kashmir" (Paradesi Version)                              | 2015 | KSHMR                                       |
| "Savior" (REEZ and KSHMR Remix)                           | 2015 | Bassjackers                                 |
| "The Launch" (KSHMR Remix)                                | 2015 | DJ Jean                                     |
| "Secrets" (KSHMR Future House Mix)                        | 2015 | Tiësto and KSHMR (kết hợp Vassy)            |
| "Memories" (Acoustic Version)                             | 2015 | KSHMR và Bassjackers (kết hợp Sirah)        |
| "For A Better Day" (KSHMR Remix)                          | 2015 | Avicii                                      |
| "Secrets" (KSHMR VIP Remix)                               | 2015 | Tiësto and KSHMR (featuring Vassy)          |
| "Heaven" (KSHMR Remix)                                    | 2015 | Shaun Frank và KSHMR (kết hợp Delaney Jane) |
| "Feels" (KSHMR Remix)                                     | 2015 | Kiiara                                      |
| "Get Up" (KSHMR Remix)                                    | 2016 | R3hab và Ciara                              |
| "Touch" (VIP Remix)                                       | 2016 | KSHMR và Felix Snow (kết hợp Madi)          |
| "Wildcard" (VIP Remix)                                    | 2016 | KSHMR (kết hợp Sidnie Tipton)               |
| "Invisible Children" (KSHMR Remix)                        | 2016 | KSHMR và Tigerlily                          |
| "Two Minds" (KSHMR and Crossnaders Remix)                 | 2017 | NERO                                        |